# Demon Slayer: Kimetsu no Yaiba, le film : Le Train de l'Infini
Demon Slayer: Kimetsu no Yaiba, le film : Le Train de l'Infini (劇場版「鬼滅の刃」無限列車編, Gekijō-ban “Kimetsu no yaiba” Mugen ressha-hen) est un film d'animation japonais réalisé par Haruo Sotozaki et produit par ufotable, sorti en 2020. Il s'agit de l'adaptation de l'arc narratif homonyme du manga Demon Slayer de Koyoharu Gotōge, couvrant la suite de la série d'animation homonyme, également réalisé par Haruo Sotozaki au studio ufotable.
Il est actuellement le film ayant fait le plus d'entrées et le plus lucratif au cinéma au Japon, surpassant Le Voyage de Chihiro. Il est aussi le film d'animation japonais le plus rentable au monde.

## Synopsis

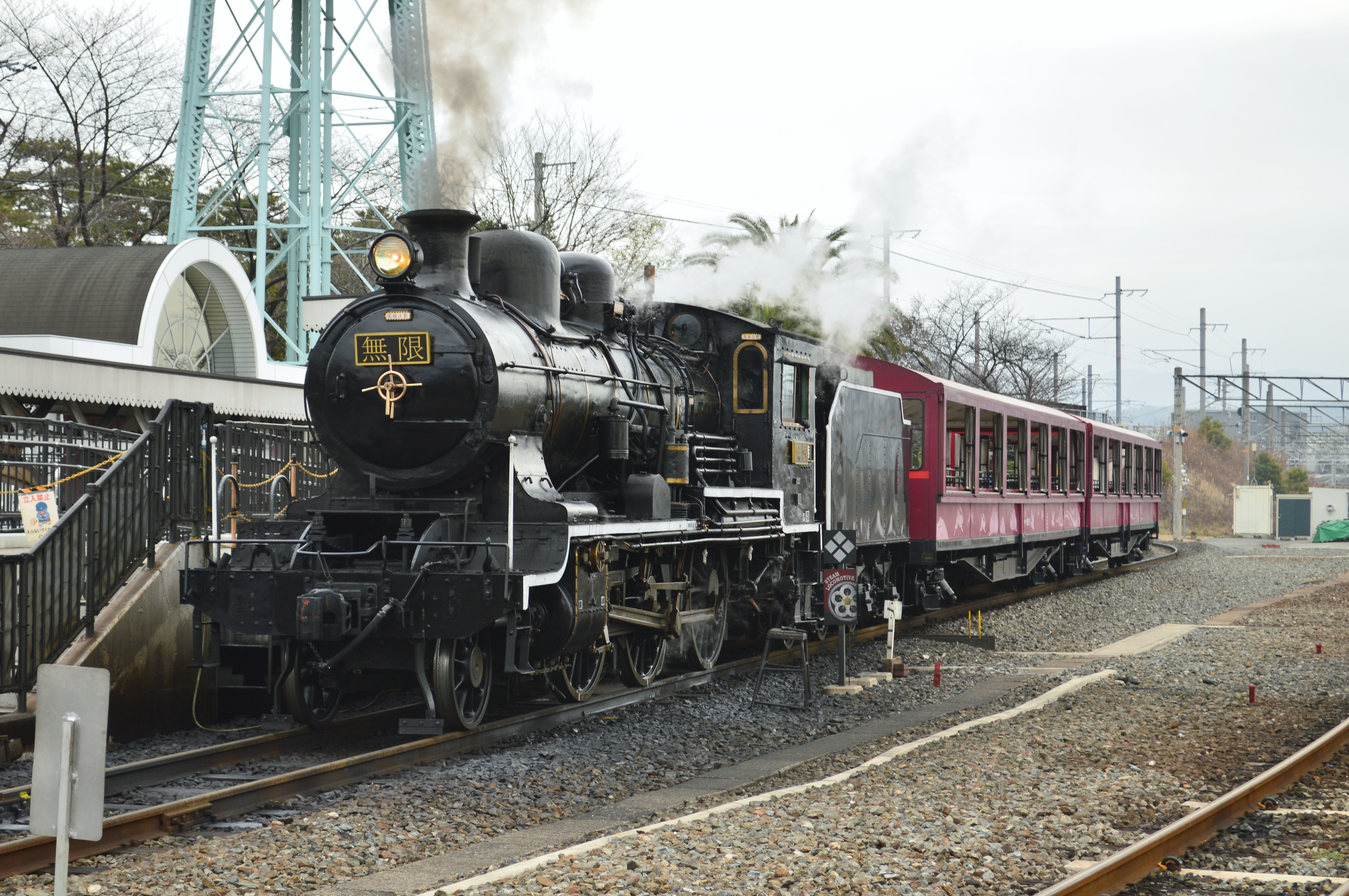
Le modèle de la locomotive du « Train de l'Infini » est une locomotive à vapeur mogul de type.

Après avoir terminé leur rééducation et entraînement au domaine des papillons, Tanjirō, Nezuko, Zenitsu et Inosuke montent à bord du train de l'Infini afin de rencontrer le pilier de la Flamme, Kyōjurō Rengoku, et l'assister dans sa mission pour éliminer un démon ayant fait plus de 40 victimes.
L'histoire se déroule à l'ère Taishō où Tanjiro, un adolescent, voit sa famille massacrée par un démon, des monstres avides de chairs humaines dont les seuls points faibles sont la décapitation ou la lumière du soleil. Accompagné de sa sœur Nezuko, devenue également l'une des créatures mais qui a conservé son humanité, Tanjiro rejoint les rangs des Chasseurs de démons et sillonne le pays dans l'espoir de trouver un remède pour sa sœur mais également tuer Muzan, le plus puissant des démons, responsable de la mort des siens.
À la fin de la première saison, Rui, le démon de la 11e Lune Inférieure est tué par les Chasseurs et Muzan convoque les Lunes Inférieures restantes. Les jugeant trop faibles, leur maître les exécute une à une à l'exception d'Enmu, la 7e Lune, qui arrive à s'attirer sa sympathie. Muzan le récompense en lui donnant un peu de son sang, ce qui rend le démon beaucoup plus fort.
Le film commence lorsque Tanjiro, Zenitsu, Inosuke et Nezuko prennent le train de l'Infini pour rejoindre Kyōjurō Rengoku, le Pilier de la Flamme, réputé comme étant le plus fort des chasseurs de démons. Ce dernier, doté d'un optimisme à toute épreuve, leur montre l'étendue de ses talents en tuant un démon dans le train et les 3 jeunes "apprentis" ne tardent pas à vouloir être pris sous son aile. Le Pilier cherche, en effet, à résoudre le mystère de ce train où les voyageurs disparaissent mystérieusement.
Les chasseurs et l'ensemble des passagers s'endorment cependant très rapidement dû au pouvoir d'Enmu, qui, aidé du contrôleur, piège ses victimes dans leur plus beau rêve. Ainsi, Tanjiro retrouve sa famille, tuée par Muzan au début de l'histoire, Zenitsu et Inosuke vivent chacun des aventures en compagnie de Nezuko tandis que Rengoku retrouve son père, l'ancien Pilier du Feu, qui avait arrêté sa vie de chasseur qu'il jugeait comme une perte de temps. Rengoku retrouve aussi Senjirou, son jeune frère, qu'il encourage dans son vœu de devenir un grand chasseur.
Des humains alliés du démon s'introduisent également dans leur rêves pour les tuer mais déchantent rapidement devant la force spirituelle de leurs adversaires. Aidé de Nezuko (qui n'a pas été victime d'Enmu), Tanjiro comprend qu'il s'agit d'une illusion et se tranche la gorge pour revenir à la réalité. Une fois les complices d'Enmu mis hors d'état de nuire, Rengoku part protéger les passagers pendant que Tanjiro monte sur le toit du train et affronte le monstre. Le garçon n'a aucun mal à en venir à bout avant de se rendre compte que le démon a fusionné avec le véhicule et menace de tuer l'entièreté des passagers. Aidé d'Inosuke, Tanjiro remonte jusqu'à la locomotive où Enmu est enfin vaincu. Malgré le déraillement du train, aucun passager n'est blessé grâce aux chasseurs et Rengoku montre à Tanjiro comment soigner ses blessures grâce à sa respiration. C'est à ce moment qu'Akaza, la 3e Lune Supérieure, fait son apparition. 
Le démon se moque des jeunes chasseurs qu'il juge insignifiants et propose au Pilier de rejoindre leurs rangs en lui faisant miroiter l'immortalité. Rengoku s'y oppose catégoriquement et un violent combat s'engage, sans que personne d'autre ne puisse intervenir. Blessé, Rengoku revoit sa mère qui lui avait fait promettre de protéger les faibles avant sa mort et redouble d'efforts pour tuer son adversaire. Le démon arrive cependant à lui donner le coup de grâce, mais Rengoku arrive presque à le décapiter, avant que le monstre ne fuit en voyant l'aube approcher. 
Tanjiro hurle qu'il le traquera où qu'il aille et que Rengoku est le véritable vainqueur du duel. Avant de s'éteindre, Rengoku félicite ses "apprentis" et leur promet qu'il deviendront de formidables Piliers. Le film se termine sur la réaction des autres Piliers qui jurent de tuer les démons restants pour venger la mort de leur frère d'armes.

## Fiche technique
- Titre français : Demon Slayer: Kimetsu no Yaiba, le film : Le Train de l'Infini
- Titre original : Gekijō-ban “Kimetsu no Yaiba” Mugen ressha-hen (劇場版「鬼滅の刃」無限列車編?)
- Œuvre originale : Demon Slayer par Koyoharu Gotōge (publié par Shūeisha)
- Réalisation : Haruo Sotozaki
- Scénario : ufotable
- Character designs : Akira Matsushima
- Producteur : Akifumi Fujio, Masanori Miyake & Yūma Takahashi (ja)
- Musique : Yuki Kajiura & Go Shiina (ja)
- Chanson thème : Homura (ja) (炎?) de LiSA
- Studio d'animation : ufotable
- Société de production : Aniplex
- Société de distribution : 
  - Tōhō (Japon)
  - Aniplex of America & Funimation Films (États-Unis et Canada)
  - peppermint anime (de) (Allemagne, Autriche et Suisse)
  - CGR Events (France, Belgique et Luxembourg)
- Pays d'origine :  Japon
- Langue originale : japonais
- Format : couleur
- Durée : 117 minutes
- Dates de sortie :
  - Japon : 16 octobre 2020
  - États-Unis/Canada : 23 avril 2021
  - Allemagne/Autriche/Suisse : 29 avril 2021
  - France/Luxembourg : 19 mai 2021
  - Belgique : 9 juin 2021

Note sur le titre
Le titre japonais comporte un jeu de mots entre « 無限 » (mugen) qui signifie « infini » et « 夢限 » (mugen également) qui signifie « la limite des rêves ». Le premier terme est utilisé pour le titre du film, le second est inscrit sur les tickets du train.

## Distribution

### Voix originales
- Natsuki Hanae : Tanjirō Kamado
- Akari Kitō (ja) : Nezuko Kamado
- Yoshitsugu Matsuoka : Inosuke Hashibira
- Hiro Shimono : Zenitsu Agatsuma
- Satoshi Hino (ja) : Kyōjurō Rengoku
- Daisuke Hirakawa (ja) : Enmu
- Akira Ishida : Akaza
- Megumi Toyoguchi : Ruka Rengoku
- Rikiya Koyama : Shinjurō Rengoku
- Junya Enoki : Senjurō Rengoku

Source : Anime News Network.

### Voix françaises
- Enzo Ratsito : Tanjirō Kamado
- Margaux Maillet : Nezuko Kamado
- Maxime Baudouin : Zenitsu Agatsuma
- Christophe Lemoine : Inosuke Hashibira
- Adrien Antoine : Kyōjurō Rengoku
- Anatole de Bodinat : Enmu
- Sébastien Desjours : Akaza
- Bruno Choël : le maître Kagaya Ubuyashiki
- Benjamin Bollen : Senjurō Rengoku
- Jim Redler : Sabito
- Danièle Douet : Tamayo

Source : carton de doublage.

## Production et sortie

### Planification
À la suite de la diffusion du dernier épisode de la série d'animation, le 29 septembre 2019, il a été annoncé qu'un film d'animation est en cours de production sous le titre Demon Slayer: Kimetsu no Yaiba - Le Train de l'Infini (劇場版「鬼滅の刃」無限列車編, Gekijō-ban Kimetsu no yaiba: Mugen ressha-hen). Il s'agit d'une suite directe de la série et qui adapte l'arc du « Train de l'Infini » (無限列車編, Mugen ressha-hen) présent dans les tomes 7 et 8 du manga.
Yūma Takahashi (ja), un des producteurs de l'œuvre, discutait avec l'équipe de production d'ufotable, en indiquant qu'il « aimerait en faire davantage s'il a l'opportunité » (機会があれば続きも作りたい, Kikai ga areba tsuzuki mo tsukuritai). À ce moment-là, un projet de suite est officiellement lancé en interne en raison de la popularité de la série télévisée d'animation qui a commencé à être diffusée. La raison pour laquelle la suite est devenue une adaptation cinématographique est que le contenu du Train de l'Infini n'est pas suffisant pour être diffusé sous forme de série télévisée dans un cours, et en prenant compte de l'heure de diffusion de la série et la nature dramatique du contenu, il a été décidé qu'il serait préférable d'en faire un film, et c'est ainsi que le projet a débuté. La planification de l'adaptation en film a été communiquée aux principaux seiyū au milieu de la diffusion de la série d'animation.
À l'instar de la série d'animation, la distribution des rôles et l'équipe de production reste identique ; Haruo Sotozaki réalise ainsi ce long métrage avec Akira Matsushima en tant que character designer chez ufotable. Le groupe d'investissement est aussi composé uniquement des trois sociétés qui ont participé à la série télévisée : Aniplex, Shūeisha et ufotable. Tōhō participe en collaboration avec Aniplex à la distribution du film dans les salles japonaises qui est sorti depuis le 16 octobre 2020,. La chanson du film, intitulée Homura (炎), est produite par LiSA et Yuki Kajiura,. Les coffrets Blu-ray/DVD sont prévus au Japon pour le 16 juin 2021.

### Sortie à l'international
Muse Communication (en) distribue le long métrage à Taïwan depuis le 30 octobre 2020. En Thaïlande, le film est distribué par Japan Anime Movie Thailand depuis le 5 novembre 2020. La société de distribution Odex sort le film dans plusieurs pays d'Asie, majoritairement du Sud-Est, à différentes dates : à Singapour le 12 novembre 2020, au Viêt Nam le 11 décembre 2020, en Indonésie le 6 janvier 2021, au Brunei le 15 janvier 2021, en Malaisie le 21 janvier 2021, au Laos le 18 février 2021, au Cambodge le 25 février 2021, aux Philippines et au Birmanie en février 2021, la date de sortie en Mongolie restant à confirmer en raison des restrictions dues à la pandémie de Covid-19 dans le pays. SMG Holdings distribue le film en Corée du Sud depuis le 27 janvier 2021. En Chine, la société bilibili sort Le Train de l'Infini en 2021.
Aniplex of America détient les droits du long métrage en Amérique du Nord sous le titre Demon Slayer – Kimetsu no Yaiba – The Movie: Mugen Train pour des projections à la fois en version originale sous-titrée en anglais et doublée en anglais le 26 avril 2021 en partenariat avec Funimation Films, ainsi qu'une sortie numérique le 22 juin, ; la filiale britannique Manga Entertainment prévoit également de sortir le film dans les îles Britanniques. En Australie et en Nouvelle-Zélande, Madman Anime distribue Le Train de l'Infini depuis le 25 février 2021.
L'éditeur allemand peppermint anime (de) sort le film le 29 avril 2021 en Allemagne, en Autriche et en Suisse. Wakanim prévoit de projeter le long métrage en France, Belgique, Luxembourg, Pays-Bas, Finlande, Suède, Danemark, Norvège et Islande, sans pour autant annoncer de date de sortie dû à la fermeture des cinémas en raison des restrictions prises en réponse à la pandémie de Covid-19 dans la majorité des pays concernés ; la diffusion du Train de l'Infini se faisant en partenariat avec le réseau CGR Events et ses partenaires (cinémas CGR, Megarama ou encore Kinepolis) pour la France, la Belgique et le Luxembourg. Le film sort alors lors de la réouverture des salles le 19 mai 2021. Au Danemark, le film est distribué par la société Angel Films,. Selecta Visión distribue le film en Espagne,. Dynit (it) a acquis les droits du long métrage en Italie.

## Box-office

### Japon
Le film d'animation Demon Slayer: Kimetsu no Yaiba - Le train de l'Infini a, dès sa sortie, battu le record du premier jour avec 1,2 milliard de yens (11,3 millions de dollars). Lors de son week-end d'ouverture, il a rapporté 4,6 milliards de yens (44 millions de dollars) au Japon. Il s'agit du meilleur week-end d'ouverture de trois jours jamais organisé dans les salles japonaises et du film qui a réalisé les meilleures recettes au monde pendant ce week-end. Le succès record du film a été attribué à la popularité de la franchise Demon Slayer au Japon, en plus du nombre limité de films disponibles dans les salles japonaises pendant la pandémie de Covid-19.
En dix jours, il est devenu le film le plus rapide de l'histoire du box-office japonais à franchir la barre des 10 milliards de yens (environ 100 millions de dollars),. Il a dépassé le record du Voyage de Chihiro (2001), qui avait auparavant franchi la barre des 10 milliards de yens en 25 jours et détenait le record depuis 19 ans ; le Train de l'Infini a également établi le record du deuxième week-end le plus rentable. En 17 jours, il a franchi la barre des 15 milliards de yens (environ 150 millions de dollars). Il a ensuite atteint 20,4 milliards de yens (197,9 M de dollars) en 24 jours, devenant le cinquième film le plus rentable au Japon et le film le plus rapide à franchir la barre des 20 milliards de yens,.
Après 39 jours d'exploitation, il devient le troisième plus gros succès du cinéma japonais devant La Reine des neiges, attirant plus de 19 millions de spectateurs et générant plus de 25,9 milliards de yens de bénéfices. Il dépasse ensuite Titanic après 45 jours d'exploitation, pour se placer en deuxième position des films les plus rentables au Japon. Le cap des 30 milliards de yens est franchi en 59 jours, vendant 22 539 385 billets et rapportant 30 289 307 700 yens au 13 décembre 2020, établissant un autre record en tant que film le plus rapide à franchir le cap des 30 milliards de yens, précédemment détenu par Le Voyage de Chihiro qui avait mis 253 jours pour atteindre ces chiffres.
Le long métrage est le premier à occuper le sommet du box-office pendant dix week-ends consécutifs depuis que Kyōgyō Tsūshin a commencé à recenser les classements japonais en 2004 ; devançant trois autres films qui sont restés en tête de classement pendant neuf week-ends : Le Château ambulant en 2004, Avatar en 2009 et Your Name. en 2016.
En 73 jours d'exploitation, Le Train de l'Infini a généré 32 478 895 850 yens pour 24 049 907 d'entrées ; il devient ainsi le le plus gros succès du box-office japonais à la fois en recettes et en entrées, devançant Le Voyage de Chihiro qui détenait précédemment le record.
Après 12 semaines consécutives à la première place du box-office au Japon, le film est tombé à la deuxième place derrière Gintama: The Final lors du week-end du 9 au 10 janvier 2021 : au cours de ce week-end, le film a vendu 425 000 billets pour rapporté 677 783 450 yens. Il regagne la première place la semaine suivante avec 123 000 billets écoulés engendrant 203 391 700 yens durant le week-end du 16 au 17 janvier. Le film a rapporté au total 36 176 405 350 yens (environ 348,8 millions de dollars) pour 26,44 millions de billets vendus.
Le long-métrage a généré plus de 36,80 milliards de yens de bénéfices pour plus de 26,88 millions de billets vendus après 16 week-ends d'exploitation ; il recule à nouveau à la deuxième place derrière Hanataba mitaina koi o shita (ja) après avoir passés deux week-ends au sommet du box-office.
Pour son 22e week-end d'exploitation, le film descend à la 4e place du box-office ; au total, plus de 28 millions de billets ont été vendus rapportant près de 38,60 milliards de yens. Pour son 32e week-end, le film dépasse les 40 milliards de yens de recettes et devient le premier film à atteindre ce chiffre au Japon. Il quitte ensuite pour la première fois les dix premières place du box-office lors de son 33e weekend. Pour son 41e et dernier week-end d'exploitation, le film se classe à la septième place.
|                                           | Entrées (sur dix milles) | Entrées (sur dix milles) | Entrées (sur dix milles) | Recettes (sur 100 millions de yens) | Recettes (sur 100 millions de yens) | Notes |
| Week-end                                  | Week-end                 | Total                    | Week-end                 | Total                               |                                     | Notes |
| ----------------------------------------- | ------------------------ | ------------------------ | ------------------------ | ----------------------------------- | ----------------------------------- | --- |
| 1er week-end (17 et 18 octobre 2020),     | 1re place                | 251,0                    | 342,0                    | 33,5                                | 46,2                                | Sortie record au Japon en termes d'entrées et de recettes. |
| 2e week-end (24 et 25 octobre),           | 1re place                | 227,3                    | 798,3                    | 30,4                                | 107,5                               | Les recettes du film ont dépassé les 10 milliards de yens en 10 jours, battant le record du Voyage de Chihiro qui avait pris 25 jours.                                                                                    |
| 3e week-end (31 octobre et 1er novembre), | 1re place                | 202,8                    | 1 189,1                  | 25,0                                | 158,0                               | Le long métrage figure dans les 10 longs métrages les plus rentables du box-office japonais pour sa troisième semaine après sa sortie.                                                                                    |
| 4e week-end (7 et 8 novembre),            | 1re place                | 129,6                    | 1 537,4                  | 17,7                                | 204,8                               | Devient 5e des longs métrages les plus rentables du box-office japonais et 3e des films japonais uniquement. Le film devient le plus rapide (24 jours) à rapporter plus de 20 milliards de yens au box-office japonais.   |
| 5e week-end (14 et 15 novembre),          | 1re place                | 114,7                    | 1 750,5                  | 15,2                                | 233,5                               | |
| 6e week-end (21 et 22 novembre),          | 1re place                | 74,8                     | 1 939,8                  | 10,3                                | 259,2                               | Devient 3e des longs métrages les plus rentables du box-office japonais et 2e des films japonais uniquement. Les entrées et recettes sont comptées jusqu'au 23 novembre (puisqu'il s'agit d'un jour férié).               |
| 7e week-end (28 et 29 novembre),          | 1re place                | 71,2                     | 2 053,2                  | 10,0                                | 275,1                               | Devient 2e des longs métrages les plus rentables du box-office japonais. |
| 8e week-end (5 et 6 décembre),            | 1re place                | 46,6                     | 2 152,5                  | 6,6                                 | 288,5                               | |
| 9e week-end (12 et 14 décembre),          | 1re place                | 65,5                     | 2 253,9                  | 9,4                                 | 302,9                               | Le film devient le plus rapide (59 jours) à rapporter plus de 30 milliards de yens au box-office japonais, devant Le Voyage de Chihiro qui avait pris 253 jours.                                                          |
| 10e week-end (19 et 20 décembre),         | 1re place                | 28,2                     | 2 317,6                  | 3,9                                 | 311,7                               | |
| 11e week-end (26 et 27 décembre),         | 1re place                | 57,6                     | 2 405,0                  | 9,1                                 | 324,8                               | Le film devient le plus gros succès du box-office japonais,. |
| 12e week-end (2 et 3 janvier 2021),       | 1re place                | 42,5                     | 2 548,0                  | 6,8                                 | 346,4                               | |
| 13e week-end (9 et 10 janvier),           | 2de place                | 18,0                     | 2 621,1                  | 3,0                                 | 357,9                               | Le film est deuxième en termes d'entrées pour le weekend après Gintama: The Final mais reste premier en termes de recettes. Les entrées et recettes sont comptées jusqu'au 11 janvier (puisqu'il s'agit d'un jour férié). |
| 14e week-end (16 et 17 janvier),          | 1re place                | 12,3                     | 2 644,0                  | 2,0                                 | 361,8                               | |
| 15e week-end (23 et 24 janvier),          | 1re place                | 11,2                     | 2 667,0                  | 1,8                                 | 365,5                               | |
| 16e week-end (30 et 31 janvier),          | 2de place                | 10,5                     | 2 688,1                  | 1,7                                 | 368,8                               | |
| 17e week-end (6 et 7 février),            | 2de place                | 9,20                     | 2 707                    | 1,45                                | 371                                 | |
| 18e week-end (13 et 14 février),          | 3e place                 | 7,7                      | 2 727,1                  | 1,2                                 | 374,9                               | |
| 19e week-end (20 et 21 février),          | 3e place                 | 9,5                      | 2 745,3                  | 1,5                                 | 377,8                               | Le film est troisième en termes d'entrées pour le weekend après Liar × Liar (ja) mais est deuxième en termes de recettes.                                                                                                 |
| 20e week-end (27 et 28 février),          | 2de place                | 10,0                     | 2 768,0                  | 1,6                                 | 381,4                               | |
| 21e week-end (6 et 7 mars),               | 2de place                | 9,7                      | 2 787,0                  | 1,6                                 | 384,5                               | Le film est deuxième en termes d'entrées pour le weekend après Hanataba mitaina koi o shita mais est premier en termes de recettes.                                                                                       |
| 22e week-end (13 et 14 mars),             | 4e place                 | NC                       | 2 800,0                  | 0,86                                | 386,1                               | |
| 23e week-end (20 et 21 mars)              | 7e place                 | NC                       | 2 812,0                  | 0,82                                | 387,8                               | |
| 24e week-end (27 et 28 mars)              | 3e place                 | 11,2                     | 2 830,0                  | 1,7                                 | 390,3                               | |
| 25e week-end (3 et 4 avril)               | 2e place                 | 15,3                     | 2 857,0                  | 2,37                                | 394,3                               | |
| 26e week-end (10 et 11 avril)             | 4e place                 | NC                       | 2 869,0                  | 0,71                                | 396,2                               | |
| 27e week-end (17 et 18 avril)             | 5e place                 | NC                       | 2 876,0                  | 0,36                                | 397,2                               | |
| 28e week-end (24 et 25 avril)             | 6e place                 | NC                       | NC                       | 0,25                                | 397,7                               | |
| 29e week-end (1 et 2 mai)                 | 4e place                 | NC                       | NC                       | NC                                  | NC                                  | |
| 30e week-end (8 et 9 mai)                 | 5e place                 | NC                       | NC                       | 0,21                                | 399,1                               | |
| 31e week-end (15 et 16 mai)               | 6e place                 | NC                       | NC                       | NC                                  | NC                                  | |
| 32e week-end (22 et 23 mai)               | 8e place                 | NC                       | NC                       | 0,20                                | 400,1                               | Il s'agit du premier film à dépasser les 40 milliards de yens de recettes au Japon. |
| 33e week-end (29 et 30 mai)               | Hors top 10              | NC                       | NC                       | 0,16                                | 400,5                               | |
| 34e week-end (5 et 6 juin)                | Hors top 10              | NC                       | NC                       | 0,16                                | 400,9                               | |
| Dernier week-end (24 et 25 juillet)       | 7e place                 | NC                       | NC                       | NC                                  | NC                                  | |

Le Train de l'Infini a également établi le record de la sortie IMAX la plus rentable au Japon, avec 14,2 millions de dollars rapportés grâce aux projections IMAX le 15 novembre 2020, dépassant le record de 13 millions de dollars précédemment établi par Bohemian Rhapsody en 2018. Le 6 décembre 2020, les recettes du film au format IMAX sont passés à 18 millions de dollars au Japon.
La Motion Picture Producers Association of Japan (ja) (日本映画製作者連盟), une organisation professionnelle composée des quatre grandes sociétés de production et de distribution de films du pays Shōchiku, Tōhō, Toei et Kadokawa, a indiqué dans son bilan du box-office national de 2020 que les bénéfices générés par le film représente un quart du total du box-office au Japon et un tiers du total du box-office des films japonais.

### France
Pour son jour de sortie, le film réalise 58 500 entrées. Pour la première semaine, le film se classe deuxième du box-office avec environ 350 000 entrées. En deuxième semaine, le film reste en deuxième position avec 168 930 nouvelles entrées. En trois semaines d'exploitation, le film devient le 9e film d'animation japonaise ayant généré le plus d'entrées, avec un total de 610 288 entrées. Le film se rapproche ensuite des 660 000 entrées après quatre semaines.

### À l'international
À Taïwan, Le Train de l'Infini a rapporté 360 millions de nouveaux dollars de Taïwan (12,6 millions de dollars américains) en 17 jours depuis sa sortie le 30 octobre 2020, devenant ainsi le film le plus rentable de l'année et établissant un nouveau record en tant que film d'animation le plus rentable de tous les temps à Taiwan, surpassant les précédents détenteurs de records La Reine des neiges 2 en 2019 et Your Name. en 2016,. En 20 jours, il est devenu le premier film d'animation à franchir 400 millions de NT$ à Taïwan. Au 6 décembre 2020, le film avait vendu 2 230 265 billets et rapporté 537 519 560 NT$ (19 068 352 €) à Taïwan. Mi-février 2021, il a généré plus de 537 519 560 NT$ (environ 6,58 millions de dollars).
À Hong Kong, le film est resté en tête du box-office pendant trois week-ends, rapportant 3 754 612 $ au 6 décembre 2020. Il a été diffusé dans 450 salles et 1 083 écrans dès le premier jour, et a été projeté jusqu'à 860 fois par jour. Cependant, le box-office du film est brutalement interrompu avec la fermeture des cinémas le 2 décembre 2020 face à une nouvelle vague COVID-19 à Hong Kong.
À Singapour, le long métrage est devenu le cinquième film le plus rentable de 2020, ainsi que le film d'animation le plus rentable de tous les temps de la cité-état en générant 2,42 millions de dollars américains entre sa sortie en novembre 2020 jusqu'en fin décembre 2020.
En cinq jours d'exploitation au box-office thaïlandais, le Train de l'Infini a rapporté au total 50 millions de bahts (environ plus de 1,6 million de dollars) le 14 décembre 2020, devenant ainsi le film d'animation japonais le plus lucratif du pays. Le 18 décembre, le long métrage a généré plus de 100 millions de bahts (près de 3,3 millions de dollars).
Pour son premier jour d'exploitation en Corée du Sud, Le Train de l'Infini a vendu 66 000 billets, ce qui représentait 41,7% de tous les billets vendus du pays ce jour-là, le plaçant 1er au box-office national. Pour son second weekend, le film se retrouve 2e du box-office national avec 1 337 863 660 wons (1,19 million de dollars) générés, pour un total approchant les 4,11 milliards de wons (environ 3,66 millions de dollars). Le long métrage a rapporté 878 449 200 ₩ (environ 797 380 $) au cours de son troisième week-end, soit un total de 5 881 140 230 ₩ (environ 5,34 millions de dollars) depuis sa sortie dans le pays. Durant le cinquième week-end d'exploitation du film, 839 926 320 ₩ (environ 749 400 $) ont été générés, le plaçant à nouveau 1er au box-office sud-coréen ; il a engendré au total 8 563 873 350 ₩ (environ 7,64 millions de dollars). Le Train de l'Infini est devenu le sixième long métrage japonais avec le plus grand nombre d'entrées en Corée du Sud pour 1,19 million de billets vendus, générant au total 811 581 458 860 ₩ (environ 10,2 millions $) après sept semaines d'exploitation.
Projeté sur 201 écrans en Australie, le long métrage a rapporté 1,86 million de dollars australiens (environ 1,44 million de dollars américains) pour se classer à la 1er place du box-office du week-end et avec une moyenne élevée par écran de 9 270 AUS$ (environ 7 170 US$). Après trois semaines d'exploitation, le film a généré 3,3 millions AUD (près de 2,6 millions USD).
Le Train de l'Infini ouvre également le box-office néo-zélandais à sa sortie, rapportant l'équivalent de 250 151 US$ sur quatre jours.
Le film a été en tête du box-office international pendant plusieurs semaines,,. Le Train de l'Infini a également rapporté 19,3 millions de dollars américains au format IMAX au Japon, à Taiwan et à Hong Kong, au 6 décembre 2020. Au 22 février 2021, le long métrage devient le film d'animation japonais le plus lucratif de tous les temps avec 399,33 millions de dollars de recettes dans le monde, dépassant ainsi Le Voyage de Chihiro et ses 395,58 millions de dollars de recettes mondiaux.

## Distinctions
Le long métrage a remporté le prix Hōchi du cinéma dans la catégorie « œuvre d'animation » en 2020. Il décroche également le Prix Yūjirō Ishihara de la 33e édition des Nikkan Sports Film Awards en 2020.
Demon Slayer: Kimetsu no Yaiba - Le film : Le Train de l'Infini figure parmi les nominations de la catégorie Animation de la 75e édition des Prix du film Mainichi en 2020, concourant ainsi pour le prix du meilleur film d'animation et le prix Noburō Ōfuji.
Le film est sélectionné pour la 44e édition des Japan Academy Prize dans la catégorie « Meilleure animation » en 2021. Il remporte aussi le Prix du public.
Le comité de production du film remporte le prix spécial des Prix de l'Élan d'or (ja) 2021, des récompenses décernées par la All Nippon Producers Association (ja) pour les réalisations cinématographiques et télévisées exceptionnelles ainsi que les nouveaux acteurs prometteurs.